# Słonorośla Etoszy
Słonorośla Etoszy (AT0902) – ekoregion wydzielony przez WWF w ramach biomu zalewowe formacje trawiaste i sawanny. Obejmuje solnisko Etosza w północnej Namibii, będące suchą, zasoloną pustynią, zamieniającą się w mokrych latach w płytkie jezioro słone, a także otaczające je mniejsze solniska. Na terenie ekoregionu obecne są źródła słodkiej wody, przyciągające różnorodne gatunki dużych ssaków, zwłaszcza w porze suchej, co czyni go popularnym celem turystycznym. Ekoregion jest siedliskiem największej pojedynczej populacji nosorożca czarnego. W porze deszczowej słone jezioro zapewnia schronienie i tereny lęgowe dla wędrownego ptactwa wodnego, w tym pelikanów i flamingów. 
Słonorośla Etoszy to również ekoregion wyróżniony przez organizację One Earth w ramach bioregionu sawanny podrównikowe i lasy mieszane Afryki. W tym ujęciu ekoregion zajmuje powierzchnię 7730 km².
W 2016 roku solnisko Etosza zostało zgłoszone na listę informacyjną UNESCO jako miejsce o wyjątkowej wartości przyrodniczej. W 1995 roku zostało uznane za obszar wodno-błotny mający znaczenie międzynarodowe i objęte Konwencją ramsarską.

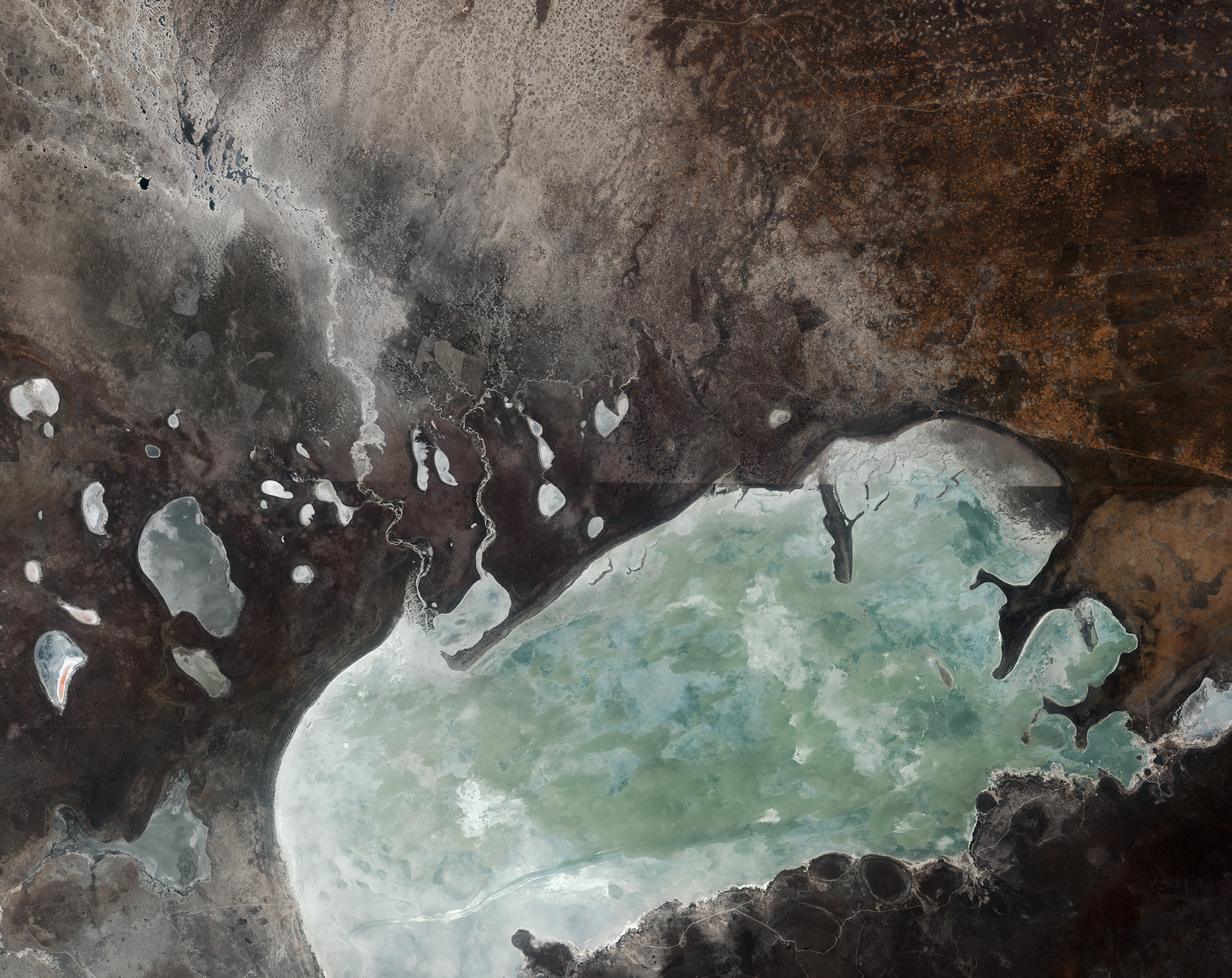
Widok satelitarny na solnisko Etosza

## Położenie
Ekoregion Słonorośla Etoszy obejmuje solnisko Etosza, będące płaską, zasoloną depresją o szerokości około 129 km i długości około 72 km oraz powierzchni 6133 km² (przy czym samo dno solniska zajmuje powierzchnię 4730 km²), a także otaczające je mniejsze solniska, takie jak solnisko Fishera na wschodzie oraz Natukanaoka i Okahakana na zachodzie. Solnisko Etosza znajduje się na równinie Owamboland w północnej Namibii. 

## Charakterystyka
Solnisko Etosza jest pozostałością dużego, śródlądowego jeziora z okresu pliocenu, do którego wpływała rzeka Kunene. Wypiętrzenie kontynentalne zmieniło bieg rzeki w kierunku wodospadu Ruacana na zachodzie, odcinając dopływ wody do jeziora. Podczas procesu osuszania gleba stała się bogata w minerały i słonawa. Obecnie dno solniska jest płaskie i składa się ze słonej gliny piaszczystej, która jest słabo przepuszczalna, co pozwala na łatwe nasiąkanie wodą. Po wyschnięciu biaława glina pęka na sześciokątne fragmenty inkrustowane solą. Zasadowość gleby jest wysoka (pH od 8,8 do 10,2), a zawartość sodu przekracza 3%. Gleby oddalone od solniska są płytkie, słonawe, zasadowe, typu caliche.
Średnie roczne opady w Parku Narodowym Etoszy wynoszą około 430 mm. Większość opadów występuje późnym latem, od stycznia do kwietnia, przy czym ich poziom różni się w zależności od roku. W porze deszczowej solnisko podlega okresowemu, częściowemu zalaniu. Bezpośrednie opady stanowią tylko niewielką część wody w solnisku, większość pochodzi z zasilających je rzek: Ekuma, Oshigambo i Omuramba Ovambo, przy czym w wyjątkowo suchych latach rzeki mogą w ogóle nie płynąć, tworząc szereg niepołączonych niecek. W takich latach solnisko zasilane jest jedynie przez bezpośrednie opady deszczu. Ale nawet wówczas solnisko utrzymuje trochę wody przez kilka miesięcy, między styczniem a kwietniem. Raz na około 7-10 lat, podczas wyjątkowo obfitych deszczów, solnisko zamienia się w rozległe jezioro słone o głębokości zwykle nieprzekraczającej jednego metra. Woda z jeziora nie nadaje się do spożycia przez zwierzęta, ponieważ zawartość soli jest w niej często dwukrotnie większa niż w wodzie morskiej. Przez większość czasu solnisko jest suchą, słoną pustynią, a wodę można znaleźć jedynie w licznych otaczających je źródłach.

## Flora

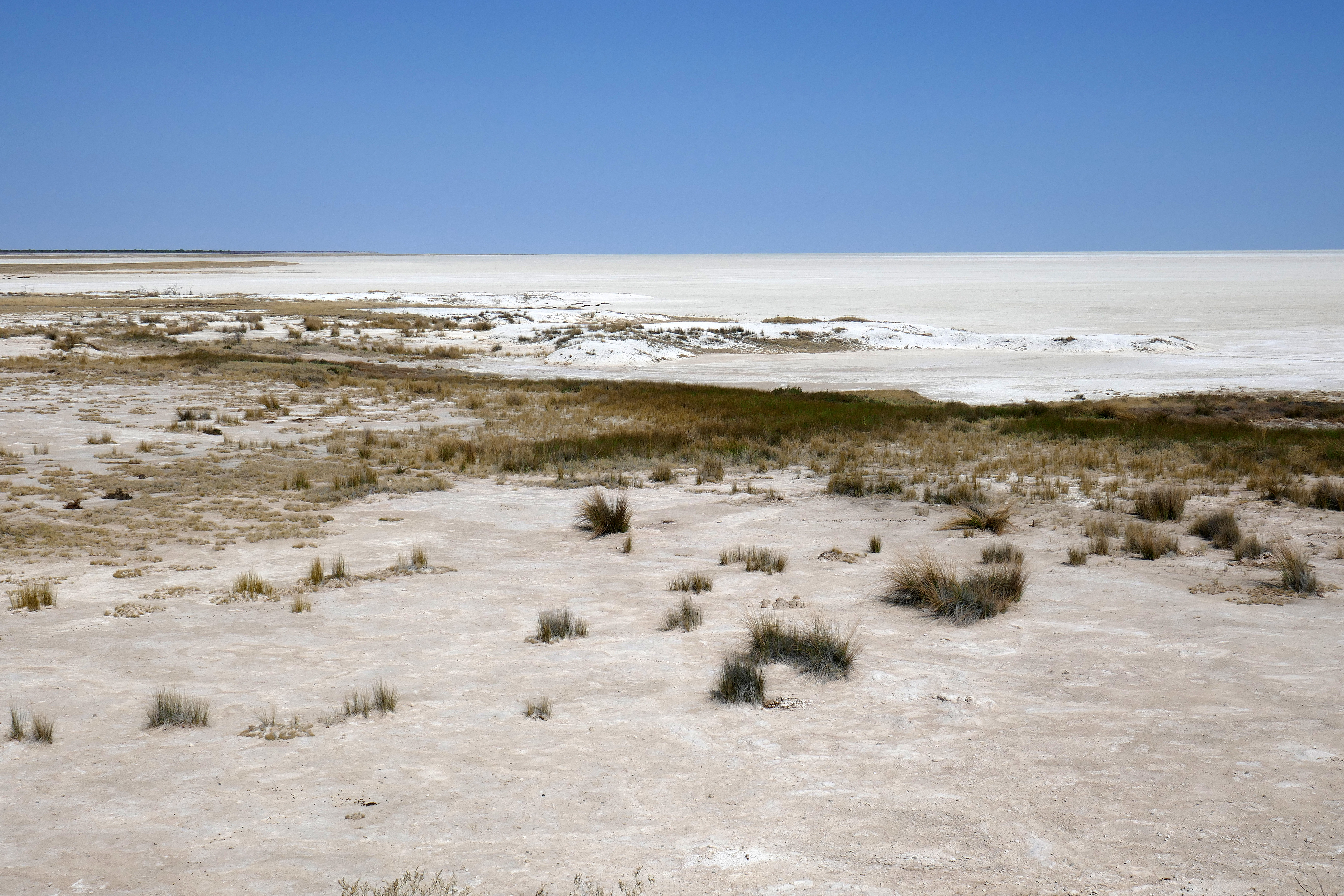
Słonolubne trawy na obrzeżu solniska Etosza

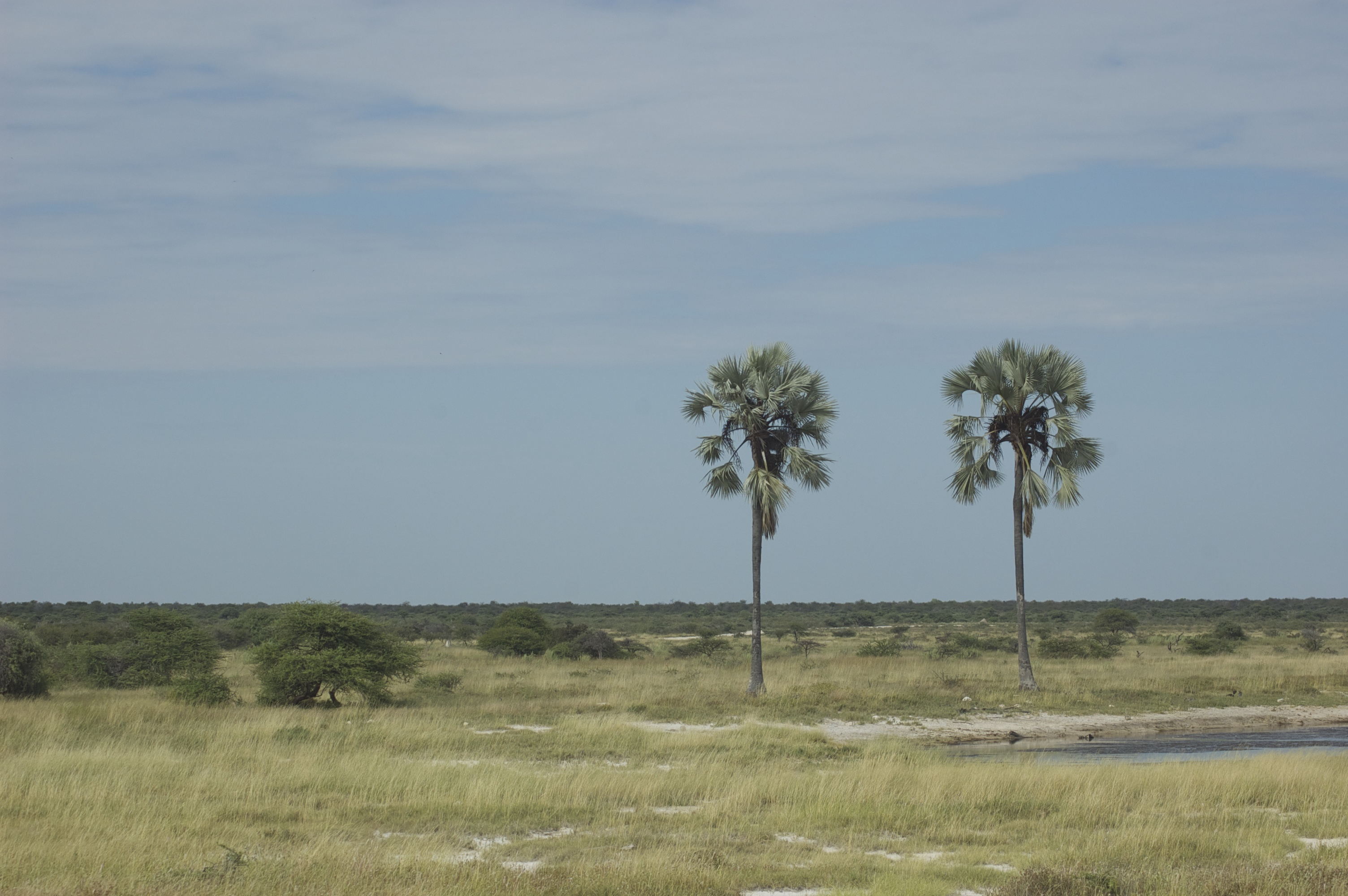
Roślinność obrzeży solniska z palmami Hyphaene ventricosa

Solnisko Etosza jest niemal pozbawione roślinności makrofitowej. W porze deszczowej pokrywa je warstwa sinic. Z nielicznych makrofitów dominującym gatunkiem jest słonolubna trawa Sporobolus salsus, która kolonizuje rozległe obszary solniska, stanowiąc w porze suchej źródło pożywienia dla stad dużych kopytnych roślinożerców. Obrzeża solniska porastają halofityczne trawy z gatunków Sporobolus spicatus i Odyssea paucinervis, które w procesie cyklicznej sukcesji zastępują się wzajemnie w miarę zalewania lub wysychania solniska. W słonawych, nisko położonych obszarach otaczających solnisko, a także na pagórkach występujących na jego powierzchni, powszechne są również krzewinki z gatunku Suaeda articulata. Innymi gatunkami zasiedlającymi solnisko są łobody z gatunku Atriplex vestita, trawy z gatunków Sporobolus tenellus i S. virginicus oraz sporadycznie rośliny jednoroczne, takie jak Chloris virgata, Diplachne fusca, Dactyloctenium aegyptium i Eragrostis porosa. 
Gdy solnisko wysycha, jego powierzchnię pokrywa skorupa słonej gleby, pod powierzchnią której znajduje się wilgotne błoto. Powierzchnia ta kolonizowana jest przez chamaechoryczną trawę Sporobolus spicatus, która szybko rozprzestrzenia się za pomocą diaspor przemieszczających się po powierzchni pod wpływem działania wiatru, tworząc murawę. Utrzymuje się ona podczas okresu suszy. Wraz z S. spicatus powierzchnię solniska zasiedla trawa Odyssea paucinervis, która jednak nie rozprzestrzenia się, gdy ziemia jest sucha. Jednak wraz z podnoszeniem się poziomu wody rozpuszcza się skorupa solna, a murawy S. spicatus gniją. Wówczas O. paucinervis kolonizuje rozległe obszary solniska. 
Na szerszych obrzeżach solniska roślinność trawiasta przechodzi w niską sawannę drzewiastą, złożoną głównie z Acacia nebrownii, która miejscami tworzy gęste drzewostany. Duże obszary wokół solniska, szczególnie na glebach słonawych, porastają również Monechma tonsum, M. genistifolium, Leucospaera bainesii, Petalidium engleranum, Salsola tuberculata i Aloe littoralis.
W miarę oddalania się od solniska roślinność przechodzi w otwarte formacje trawiaste, złożone z szerokiej gamy wieloletnich i jednorocznych traw, z których większość zalicza się do kategorii sweetveld. Powszechnymi gatunkami traw są cynodon palczasty, Eragrostis micrantha, E. rotifer, Diplachne fusca i Chloris virgata. Formacje te rozciągają się na północ od solniska, gdzie są znane jako równina Adoni, zapewniając wypas dużej liczbie roślinożerców. Na południe i zachód od solniska dominującym gatunkiem jest drzewo Colophospermum mopane. Na wschodzie obecna jest roślinność sandveldu, wraz z większymi i bardziej zróżnicowanymi gatunkami drzew, takimi jak Terminalia prunoides, Lonchocarpus nelsii i Spirostachys africana. 
Na obszarze solniska, szczególnie na zachodzie, występuje też palma z gatunku Hyphaene ventricosa, często tworząc kępy wokół słodkowodnych źródeł.

## Fauna

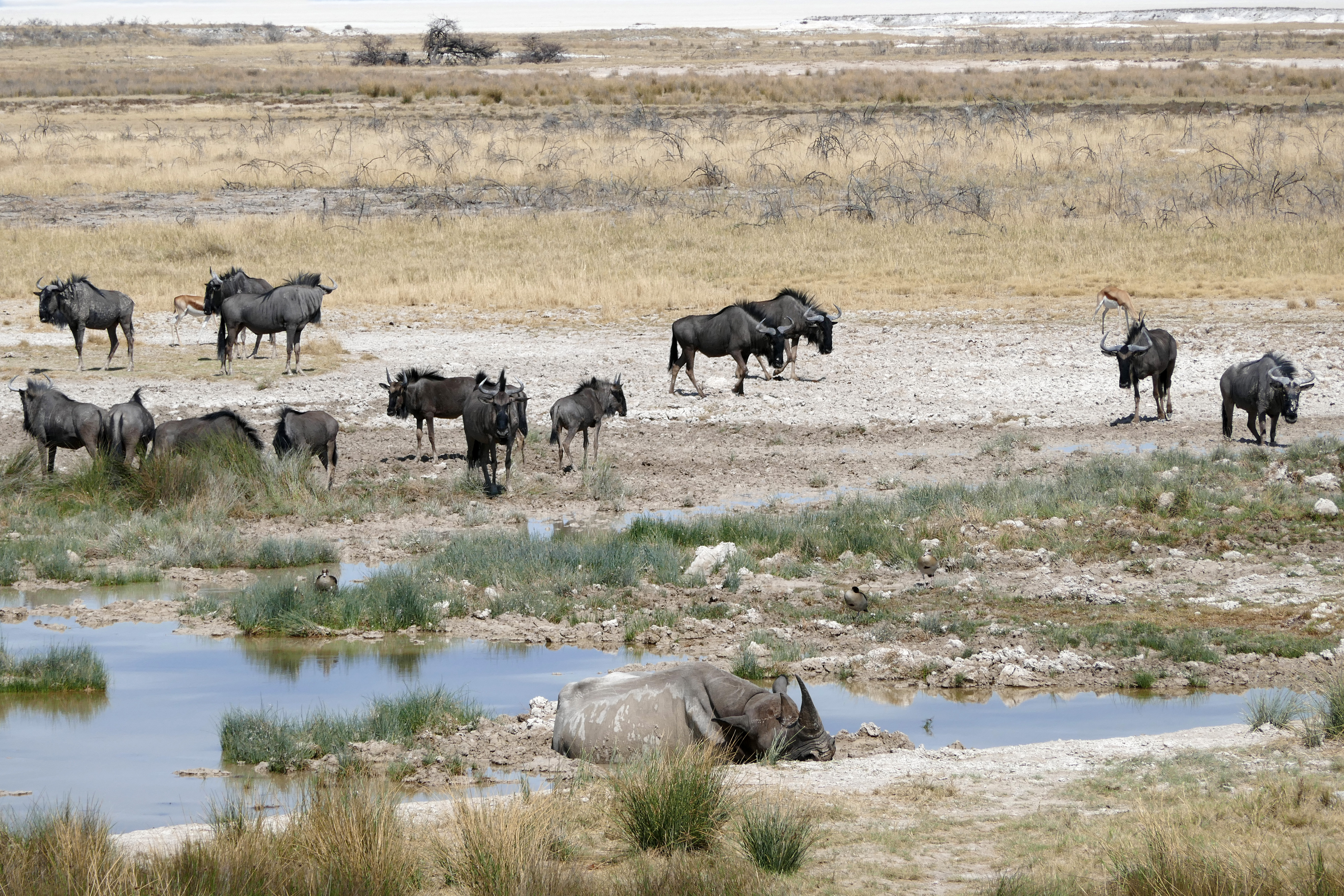
Gnu pręgowane i nosorożec czarny nad Etoszą

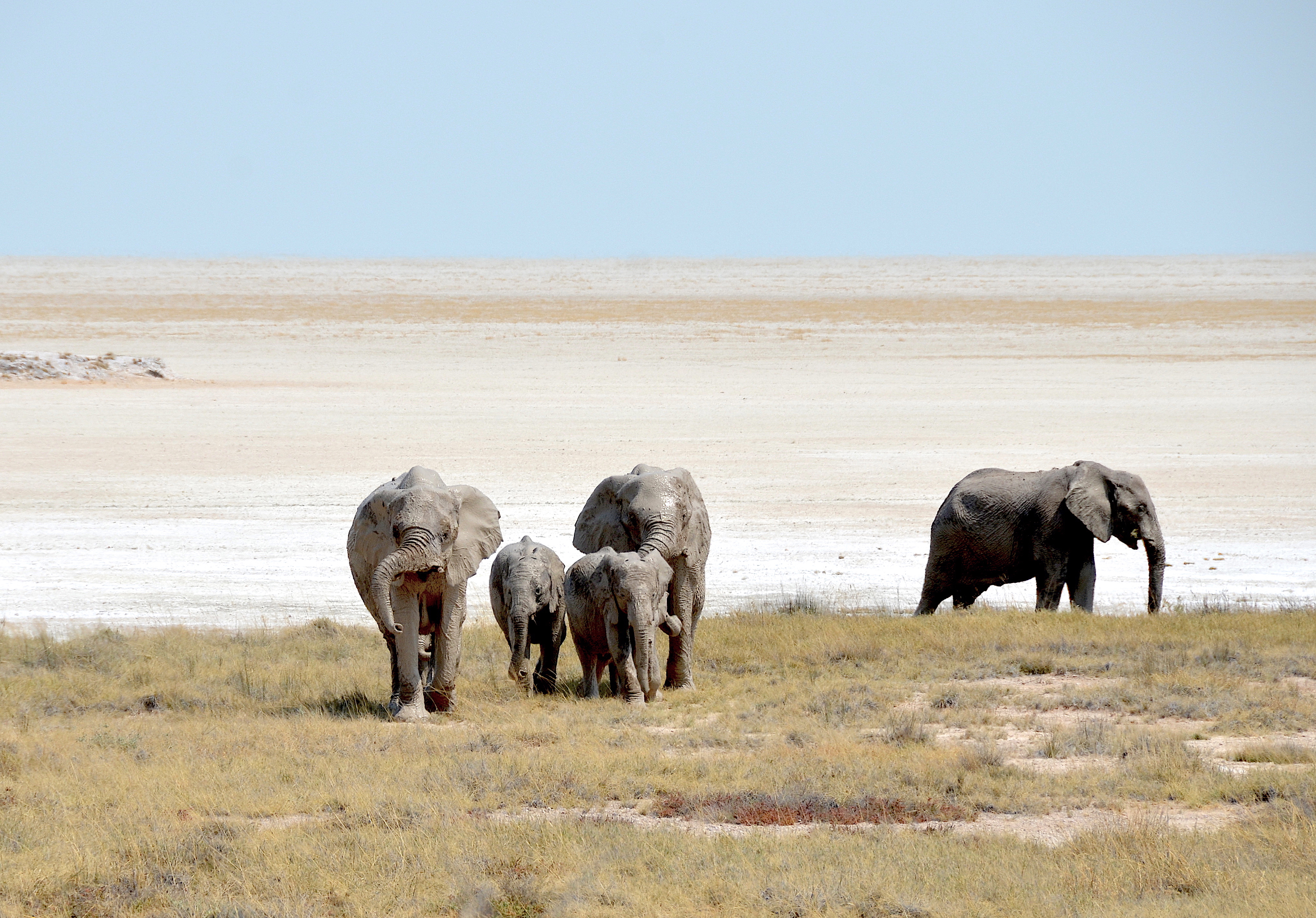
Słonie nad solniskiem Etosza

Ekstremalne temperatury (sięgające 45 °C latem i 0 °C zimą), gwałtowne wiatry, uboga roślinność i – o ile obecna – słona woda czynią teren samego solniska Etosza nieodpowiednim siedliskiem dla większości zwierząt. Zamieszkują je zwierzęta przystosowane do długich okresów suszy i szybkiego reagowania na opady deszczu, głównie skorupiaki, które dominują w tym środowisku ze względu na krótkie cykle życia i odporne na wysychanie jaja. Dominującym gatunkiem jest słonaczek. Jedynym dużym zwierzęciem zamieszkującym teren solniska jest struś. Ptaki te gniazdują na solnisku, ponieważ zapewnia im ono ochronę. Na obrzeżach solniska obecne są afrowiórki pręgowane oraz endemit tego miejsca Agama etoshae. Jest to jaszczurka długości 14 cm, która żywi się chrząszczami i termitami obecnymi w piaszczystej glebie wokół solniska. Ponadto z jeziorem solnym związanych jest przynajmniej sześć gatunków gadów oraz sześć gatunków ropuch i żab.  
W czasie, gdy solnisko zamienia się w jezioro słone, wraz z wodami powodziowymi do wód jeziora napływają ryby z rodzaju Barbus, które jednak giną wraz z wysychaniem solniska.
W przeciwieństwie do solniska źródła słodkiej wody na jego obrzeżach są wodopojami, wokół których gromadzi się wiele dużych zwierząt kopytnych. Do najliczniejszych należą zebra, gnu pręgowane i skocznik antylopi. Inne gatunki to słoń afrykański, żyrafa, nosorożec czarny, oryks południowy, eland zwyczajny, kudu wielkie, antylopik zwyczajny, dikdik sawannowy oraz impala zwyczajna. W pobliżu wodopojów można spotkać drapieżniki, takie jak lew afrykański, lampart plamisty, gepard grzywiasty, krokuta cętkowana, hiena brunatna, szakal czaprakowy i otocjon wielkouchy. Te ogromne skupiska zwierząt, gromadzące się w suchych miesiącach zimowych, sprawiły, że Park Narodowy Etoszy jest jednym z najpopularniejszych parków narodowych w Afryce. Podczas wilgotnych, letnich miesięcy zwierzęta oddalają się od wodopoju w kierunku bujnych pastwisk i tymczasowych jezior.
W ekoregionie występuje ponad 320 gatunków ptaków. Najwięcej z nich gromadzi się przy źródłach słodkiej wody od października do kwietnia. W okresach, kiedy solnisko jest suchą pustynią, zamieszkują na nim jedynie strusie. Jednak w czasie, kiedy zamienia się w płytkie jezioro, przybywają do niego ogromne stada pelikanów, flamingów i innych ptaków wodnych, takich jak mewa szarogłowa, czapla siwa, czapla łupkowata, żuraw koralowy, żuraw rajski, ibis czczony, ibis kasztanowaty, warzęcha czerwonolica i perkozek zwyczajny. Solnisko Etosza jest jednym z dwóch miejsc w południowej Afryce, w którym sporadycznie gniazdują flamingi różowe i flamingi małe. W latach, w których solnisko wysycha szybciej niż zazwyczaj, brak wody zmusza dorosłe flamingi do odejścia, nielotne pisklęta zostają pozostawiane na śmierć. Kilkukrotnie porzucone pisklęta ratowane były przez ludzi. Na solnisku gniazdują również pelikany różowe, żywiące się rybami, które przynoszą wody powodziowe z Angoli. Solnisko zamieszkuje również pustułeczka.

## Zagrożenie i ochrona
Obszar solniska Etosza podlega ochronie w ramach Parku Narodowego Etosha, założonego w 1907 roku. Zagrożeniem dla ekoregionu mogłyby być zmiany w systemie wodnym, które ograniczyłyby zalewanie solniska, doprowadzając do utraty miejsc lęgowych przez flamingi i pelikany. Zwierzęta są też zagrożone przez człowieka, w tym turystykę i nisko latające samoloty, płoszące ptaki w czasie lęgu. Duże ssaki w ekoregionie padają również ofiarą występującego w tym regionie wąglika.